# Cratere Bombelli
Bombelli è un cratere lunare di 9,72 km situato nella parte nord-orientale della faccia visibile della Luna.